# Мате I Чак
Мате или Матуш (I) Чак (венг. Csák nembeli (I.) Máté; словац. Matúš Čák I) (? — 1245/1249) — крупный венгерский барон, первый известный член Тренчинской ветви рода (клана) Чак. Его внуком был крупный венгерский аристократ Мате III Чак.

## Семья
Представитель венгерского клана Чак. Имена его родителей неизвестны, в результате чего нет возможности связать ветвь из Тренчина с другими ветвями клана Чак. В 1235 году, когда он был впервые упомянут в источниках, Мате Чак уже начал свою политическую карьеру в качестве члена двора младшего короля Белы, поэтому не было необходимости отличать его от других баронов, указывая имя его отца. Мате I женился на Маргарет из неизвестной семьи. В результате этого брака родилось пятеро детей (четыре сына и дочь): старший из них был Марк I Чак, ишпан комитата Хонт (1247), но никакой дополнительной информации о нем; Иштван I Чак, мастер стюардов (1275—1276, 1276—1279); Мате II Чак, палатин Венгрии (1278—1280; 1282—1283); и Петер I Чак, который также служил на руководящих должностях, в том числе и должности палатина (1275—1276; 1277; 1278; 1281) и кто, кроме того, был отец небезызвестного Мате III.
У них была также сестра, которая вышла замуж за моравского дворянина Здеслава из Штернберка, верного знаменосца клана Чак. Их сын, Стефан из Штернберка (или " Богемец ") позже унаследовал домен клана Чак из-за отсутствия прямого взрослого мужского потомка после смерти Мате III в 1321 году. После смерти Мате I его жена Маргарита ушла в доминиканский монастырь острове Маргит и жила там до своей смерти.

## Карьера
Во время правления короля Венгрии Андраша II (1205—1235) Мате Чак поддерживал наследного принца Белу, когда отношения последнего с его отцом стали еще хуже. Король доверил своему сыну управление Трансильванией с титулом герцога. После смерти Андраша II 21 сентября 1235 года Бела вступил на королевский престол без какого-либо сопротивления, и Роберт, архиепископ Эстергома, короновал его 14 октября в Секешфехерваре. В тот же самый день Мате I Чак был назначен мастером над стюардами, одним из самых важных учреждений в Венгерском королевстве. В первые годы правления короля Венгрии Белы IV возникла новая аристократия, на которую король мог положиться. Главной целью Белы было восстановление королевской власти, которая ослабла во время правления его отца. Например, он приказал сжечь места своих советников, потому что хотел заставить их стоять в присутствии короля. Поскольку он также хотел укрепить положение городов, он утвердил устав Секешфехервара и предоставил новые привилегии нескольким ключевым городам королевства. Кроме того, Бела уволил бывших верных последователей и советников своего отца (в это время, например, бывшие палатины: Дениш, сын Ампуда, был ослеплен, а Юлий Кан заключен в тюрьму). Это соображение объясняет подъем Мате Чака за короткое время из неизвестности до самых больших позиций при королевском дворе. Он занимал этот пост по меньшей мере до 23 сентября 1241 года. Кроме того, он также являлся ишпаном комитата Темес (1235—1238) и комитата Нитра (1240—1242).
После катастрофической битвы в долине Мохи (11 апреля 1241 года) король Венгрии Бела IV бежал из своего королевства в Спалато (сейчас — Сплит, Хорватия), где Мате I Чак также был членом королевской армии. После монгольского вторжения в Венгрию Мате I Чак был назначен начальником казначейства, таким образом, он стал ответственным за экономические и финансовые дела монарха. Кроме этой должности, он также был ишпаном комитата Шопрон (1242) и комитата Пожонь (1242—1245).
Венгерский король Бела IV подарил Мате I Чаку Хреновец (словацкий Хреновец; сегодня часть Хреновец-Брусно) в Нитранском комитате в 1243 году. Через год он приобрел поместье Прушка (сейчас — Пруске, Словакия) в комитате Тренчин, где прежний помещик умер без наследников. Позже Мате I Чак обменял эту землю на Туниг, комитат Пожонь. Согласно королевской грамоте, изданной в 1249 году, Бела IV ранее также пожаловал Рачич (словацкий: Račice; сегодня часть Нитрики) Мате Чаку, который к тому времени уже был мертв. Нет никакого источника о его наследственных владениях, таким образом, данных о наследственных владениях его четырех сыновей также не существует.
Мате I Чак был в последний раз упомянут источниками 12 декабря 1245 года. Как было написано выше, он уже умер к 1249 году, согласно королевской грамоте. В отличие от его вдовы, Маргарет, которая долгое время жила на острове Маргит, утверждала в 1276 году, что ей было 51 год, а ее муж умер 22 года назад, то есть в 1254 году. Королевская грамота, однако, является более надежным источником.